# 越中島駐屯地
越中島駐屯地（えっちゅうじまちゅうとんち）は、東京都江東区越中島に所在していた陸上自衛隊の駐屯地で1960年（昭和35年）1月25日に廃止された。

## 沿革
前史
- 1945年9月22日：米軍が東京高等商船学校と水産講習所の敷地および施設を接収[1]。

警察予備隊
- 1950年（昭和25年）

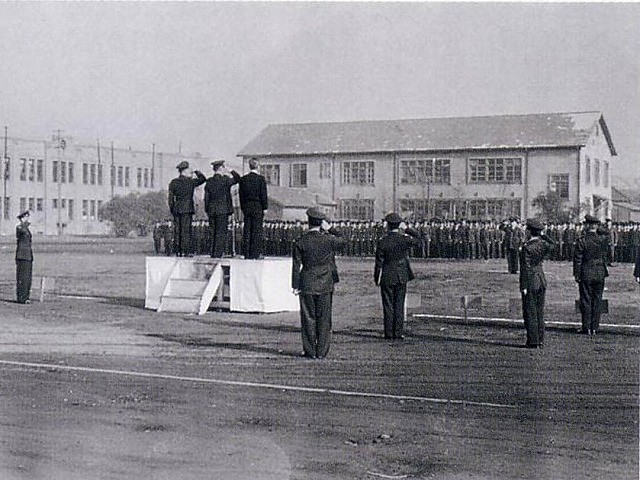
越中島駐屯地閉庁式（昭和34年12月24日）

  - 9月7日：警察予備隊本部が越中島に移転、仮部隊本部が開設[2]。
  - 12月12日：吉田茂首相が視察し、訓示[2]。
- 1951年（昭和26年）8月7日：第1管区総監部が習志野駐屯地へ移駐[3]。

保安庁
- 1952年（昭和27年）
  - 8月1日：保安研修所が設置[4]。
  - 10月15日：保安隊が発足[5]。
  - 10月28日：警備隊第二幕僚監部が霞が関の海上保安庁内から駐屯地内の保安庁庁舎へ移転。
  - 11月21日：米軍が旧東京高等商船学校施設の接収を解除。引き続き保安庁が使用[1]。

- 1953年（昭和28年）3月1日：大井分屯地が開設[6]。
- 1954年（昭和29年）2月1日：航空準備室が開設[7]。

防衛庁・自衛隊
- 1954年（昭和29年）
  - 7月1日：統合幕僚会議、同事務局が設置[8]。調達実施本部が発足[9]。陸上自衛隊へ移管[10]。航空自衛隊発足により、航空幕僚監部が設置[7]。保安研修所が防衛研修所に改称[4]。陸上・海上・航空自衛隊発足の記念式典が開催[11]。
  - 8月15日：防衛研修所が中野へ移転[4]。
  - 9月25日：防衛庁長官直轄部隊として固定通信群が越中島駐屯地において創隊。
- 1956年（昭和31年）
  - 3月23日：内局、統合幕僚会議事務局、調達実施本部、海上幕僚監部が越中島から霞ヶ関庁舎に移転開始[12]。
  - 3月25日：航空幕僚監部が霞ヶ関庁舎に移転開始[13]。
  - 3月28日：陸上幕僚監部が霞ヶ関庁舎に移転開始[14]。
  - 4月20日：業務学校、調査学校が小平駐屯地から移転。
- 1960年（昭和35年）
  - 1月6日：業務学校、調査学校が小平駐屯地へ移転。
  - 1月25日：越中島駐屯地が廃止[15]。

## 駐屯していた部隊・機関
- 1956年（昭和31年）3月28日移転
  - 陸上幕僚監部：霞ヶ関庁舎に移転。
- 1960年（昭和35年）1月6日移転
  - 陸上自衛隊業務学校：小平駐屯地へ移転。
  - 陸上自衛隊調査学校：小平駐屯地へ移転。